# Північна Кванза
Північна Кванза (порт. Kwanza-Norte) — провінція в північно-західній частині  Анголи. На захід від неї розташована провінція Бенго, на північ — провінція Уіже, на схід — провінція Маланже, на південь — провінція Південна Кванза. Провінція лежить північніше річки  Кванза, 100 кілометрів на схід від  Луанди.
Адміністративним центром Північної Кванзи є місто Ндалатандо. Площа її дорівнює 24 190 км ². Чисельність населення — 575 000 осіб (2005 рік).
У цій провінції знаходяться найбільші масиви тропічних джунглів, збережених на території Анголи. Іншим типовим природним ландшафтом Північної Кванзи є савана.
Основа господарства провінції — сільське господарство. Розвинуті скотарство, вирощування кави, бавовнику, фруктів. Заготівля деревини. У провінції є родовища алмазів, золота і міді.
Через територію Північної Кванзи проходить залізниця Луанда — Маланже.
В цій провінції знаходиться гребля Капанда.
Провінція Північна Кванза складається з 13 муніципалітетів:
- Амбака
- Банга
- Болонгонго
- Була-Атумба
- Камбамбе
- Казенго
- Дембос
- Голунго Алто
- Гонгуембо
- Лукала
- Панго-Алукем
- Квікулунго
- Самба Кажу

Деякі джерела відносять наступні муніципалітети до провінції Бенго: Була-Атумба, Дембос та Панго-Алукем, а інші — до провінції Північна Кванза.